# Aristolochia translucida
Aristolochia translucida är en piprankeväxtart som beskrevs av H.W. Pfeifer. Aristolochia translucida ingår i släktet piprankor, och familjen piprankeväxter. Inga underarter finns listade i Catalogue of Life.